# Ізохори

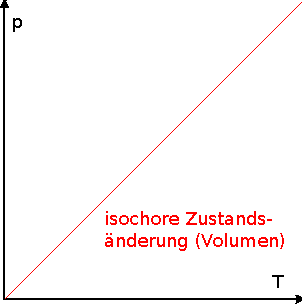

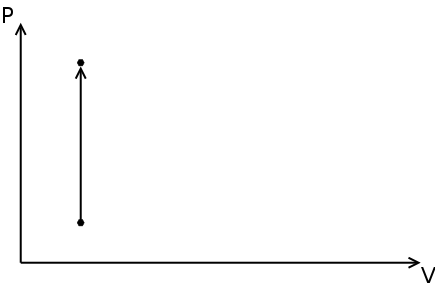

Ізохо́ри (рос. изохоры; англ. isochores; нім. Isochoren f pl) — 
1. Сукупність станів системи з однаковим об’ємом. 
2. Лінії, що описують залежність між термодинамічними характеристиками системи при постійному об'ємі. 
3. Ізолінії об’єму.